# Roman Turek
Roman Turek (21 de mayo de 1970, Strakonice, Checoslovaquia) es un portero profesional de hockey sobre hielo, que jugó para los Dallas Stars, St. Louis Blues y Calgary Flames en una carrera de 9 años en la Liga Nacional de Hockey. Actualmente juega en la Extraliga Checa para HC České Budějovice

## Estadísticas de carrera

### Temporada regular
| Temporada         | Equipo            | Liga              | GP  | W   | L   | T  | MIN   | GA  | SO | GAA  |
| ----------------- | ----------------- | ----------------- | --- | --- | --- | -- | ----- | --- | -- | ---- |
| 1996-97           | Dallas Stars      | NHL               | 6   | 3   | 1   | 0  | 263   | 9   | 0  | 2.05 |
| 1997-98           | Dallas Stars      | NHL               | 23  | 11  | 10  | 1  | 1323  | 49  | 1  | 2.22 |
| 1998-99           | Dallas Stars      | NHL               | 26  | 16  | 3   | 3  | 1381  | 48  | 1  | 2.08 |
| 1999-00           | St. Louis Blues   | NHL               | 67  | 42  | 15  | 9  | 3960  | 129 | 7  | 1.95 |
| 2000-01           | St. Louis Blues   | NHL               | 54  | 24  | 18  | 10 | 3232  | 123 | 6  | 2.28 |
| 2001-02           | Calgary Flames    | NHL               | 69  | 30  | 28  | 11 | 4081  | 172 | 5  | 2.53 |
| 2002-03           | Calgary Flames    | NHL               | 65  | 27  | 29  | 9  | 3821  | 164 | 4  | 2.57 |
| 2003-04           | Calgary Flames    | NHL               | 18  | 6   | 11  | 0  | 1301  | 40  | 3  | 2.33 |
| NHL Career Totals | NHL Career Totals | NHL Career Totals | 328 | 159 | 115 | 43 | 19094 | 734 | 27 | 2.31 |

### Postemporada
| Temporada         | Equipo            | Liga              | GP | W  | L | T | MIN  | GA | SO | GAA  |
| ----------------- | ----------------- | ----------------- | -- | -- | - | - | ---- | -- | -- | ---- |
| 1999-00           | St. Louis Blues   | NHL               | 7  | 3  | 4 | 0 | 414  | 19 | 0  | 2.75 |
| 2000-01           | St. Louis Blues   | NHL               | 14 | 9  | 5 | 0 | 908  | 31 | 0  | 2.05 |
| 2003-04           | Calgary Flames    | NHL               | 1  | 0  | 0 | 0 | 19   | 0  | 0  | 0.00 |
| NHL Career Totals | NHL Career Totals | NHL Career Totals | 22 | 12 | 9 | 0 | 1342 | 50 | 0  | 2.23 |

## Premios
- 1996 Campeonatos del Mundo por equipos All-Star
- 1996 Campeonatos del Mundo Mejor Goalender
- 1999 Trofeo William M. Jennings
- 2000 Trofeo William M. Jennings

## Juego internacional
- 1994 Jugó para la República Checa en los Juegos Olímpicos de Invierno de 1994
- 1994 Jugó para la República Checa en los Campeonatos Mundiales
- 1996 Medalla de oro para la República Checa en los Campeonatos Mundiales
- 1996 Jugó para la República Checa en la Copa Mundial de Hockey